# Временное демократическое правительство Греции
Временное демократическое правительство (греч. Προσωρινή Δημοκρατική Κυβέρνηση, Prosoriní Dimokratikí Kyvérnisi) — официальное именование правительства, провозглашённого Коммунистической партией Греции 24 декабря 1947 года во время гражданской войны. Правительство контролировало ряд горных районов на севере Греции на границе с СФРЮ и Албанией. Рассматривалось в качестве правопреемника «горного правительства» эпохи Второй мировой войны, возглавляемого коммунистами движения сопротивления из ЭАМ-ЭЛАС. Его главными союзниками были СССР и страны Восточного блока.

## История
Хотя гражданская война в Греции началась весной 1946 года, но только в июне 1947 года греческие коммунисты объявили о своём намерении сформировать альтернативное правительство. Этот шаг был объявлен ведущим членом партии Мильтиадисом Порфирогеннисом на съезде Французской коммунистической партии с целью привлечь внимание общественности и подчеркнуть поддержку другими коммунистическими партиями и правительствами дела греческих коммунистов. Формирование собственного правительства было не только символическим отказом от любых попыток примирения с королевским правительством в Афинах, но и подразумевало переход от партизанской войны к более «регулярной». Это соответствовало вдохновленному Югославией «плану озёр», который предусматривал создание регулярной армии численностью 50―60 000 человек и занятие значительной части северной Греции и, в конечном итоге, второго крупнейшего города Греции, Салоники, который должен был послужить базой для правительства коммунистов.
О формировании нового правительства было объявлено 23 декабря 1947 года. Его первым председателем стал Маркос Вафиадис, лидер Демократической армии Греции. Правительство состояло исключительно из членов компартии: Яннис Иоаннидис был заместителем председателя и министром иностранных дел, Петрос Русос ― министром юстиции, Мильтиадис Порфирогеннис ― министром здравоохранения и социального обеспечения, Петрос Коккалис ― министром финансов, Василис Барциотас ― министром сельского хозяйства, Димитрис Владас ― министром. национальной экономики и Леонидас Стрингос ― министром по делам снабжения. Примечательно, что генеральный секретарь партии Николаос Захариадис не был членом правительства. Новое правительство активно пыталось представить себя как продолжателя дела национально-освободительного фронта времён Второй мировой войны, крупнейшей партизанской организации в греческом движении Сопротивления. Временное демократическое правительство также позиционировало себя в качестве активного защитника национальных меньшинств, проживающих в северной Греции, поскольку те, как правило, поддерживали коммунистов против националистически настроенного королевского правительства.
25 декабря отряды Демократической армии Греции атаковали город Коница, намереваясь захватить его и развернуть в нём штаб-квартиру нового правительства. По словам Вафиадиса, Захариадис выразил надежду о том, что, если город падёт и станет столицей коммунистической Греции, их правительство будет признано Советским Союзом и другими государствами Восточного блока. Наступление продолжалось до 4 января 1948 года, но закончилось неудачей. В конце концов, коммунисты так и не были признаны ни одним правительством, потому что власти СССР опасались перерастания конфликта в открытую войну между Западом и своими сателлитами на Балканах. Советский премьер Иосиф Сталин сказал Захариадису в феврале 1948 года, что соседние страны Восточного блока признают коммунистов только после того, как это сделают другие страны.
Когда национальное правительство в 1948 году нанесло ДАГ ряд поражений, Вафиадис вступил в противоборство с Захариадисом из-за хода ведения войны. Вафиадис был отстранён от должности председателя правительства 7 февраля 1949 года, а сам Захариадис занимал эту должность до 3 апреля 1949 года, когда чего его сменил Димитриос Парцалидис. Поражение коммунистов в битве при Граммосе поставило точку в гражданской войне. Соединения ДАГ покинули Грецию 28 августа 1949 года, хотя  временное правительство продолжило свою деятельность в изгнании, пока не было окончательно распущено в октябре 1950 года.